# Băiceni (gmina Todirești)
Băiceni – wieś w Rumunii, w okręgu Jassy, w gminie Todirești. W 2011 roku liczyła 390 mieszkańców.